# Neuromorfologia
Neuromorfologia (do grego νεῦρον, neurônio, "nervo"; μορφή, morphé, "forma"; -λογία, -logia, "estudo de") é o estudo da forma e estrutura do sistema nervoso. O estudo envolve a análise de uma parte específica do sistema nervoso a partir de um nível molecular e celular a conectá-la ao ponto de vista fisiológico e anatômico. O campo também explora as comunicações e as interações dentro e entre cada seção especializada do sistema nervoso. A morfologia é distinta da morfogênese. A morfologia é o estudo da forma e estrutura dos organismos biológicos, enquanto que a morfogênese é o estudo do desenvolvimento biológico da forma e estrutura dos organismos. Portanto, a neuromorfologia centra-se nas especificidades da estrutura do sistema nervoso e não no processo pelo qual a estrutura foi desenvolvida. A neuromorfologia e a morfogênese, enquanto duas entidades diferentes, estão estreitamente ligadas.

## História
O progresso na definição da morfologia das células nervosas tem sido lenta em seu desenvolvimento. Demorou quase um século após a aceitação da célula como a unidade básica da vida antes que os pesquisadores pudessem concordar com a forma de um neurônio. Inicialmente, pensava-se que era um corpúsculo globular independente suspenso ao longo de fibras nervosas que se enrolavam e enrolavam. Não foi até a primeira microdissecção bem-sucedida de uma célula nervosa inteira por Otto Deiters em 1865 que os dendritos e o axônio separados poderiam ser distinguidos. No final do século XIX, foram desenvolvidas novas técnicas, como o método de Golgi, que permitiram aos pesquisadores visualizar todo o neurônio. Esta investigação de Golgi, em seguida, promoveu novas pesquisas em espaçamento neuronal por Ramon y Cajal em 1911. Continuou a desenvolver-se a pesquisa de morfologia, incluindo a morfologia dendrítica. Em 1983, Thoroya Abdel-Maguid e David Bowsher expandiram o método golgi e combinaram-na com uma técnica de impregnação que permitiu visualizar os dendritos dos neurônios e classificá-los com base em seus padrões dendríticos. Desde então, inúmeras técnicas foram desenvolvidas e aplicadas no campo da neuromorfologia.

### Influência na função neuronal
A pesquisa tem apoiado uma relação entre as propriedades morfológicas e funcionais dos neurônios. Por exemplo, a concordância entre a morfologia e as classes funcionais das células ganglionares da retina do gato foi estudada para mostrar a relação entre a forma e a função do neurônio. A sensibilidade à orientação e os padrões de ramificação dendrítica são algumas outras características comuns dos neurônios que os pesquisadores observaram como tendo um efeito sobre a função neuronal. Ian A. Meinertzhagen et al. Estabeleceram recentemente uma conexão entre os fatores genéticos subjacentes a uma estrutura neuronal específica e como esses dois fatores pertencem à função do neurônio examinando os nervos ópticos em Drosophila melanogaster. Eles afirmam que a estrutura do neurônio é capaz de determinar sua função, ditando a formação de sinapse.
A geometria dos neurônios muitas vezes depende do tipo de célula e da história dos estímulos recebidos que são processados através das sinapses. A forma de um neurônio geralmente orienta a função do neurônio ao estabelecer suas parcerias sinápticas. No entanto, há também uma evidência crescente para a transmissão de volume, um processo que envolve interações eletroquímicas de toda a membrana celular.

### Desenvolvimento
O desenvolvimento das características morfológicas dos neurônios é governado por fatores intrínsecos e extrínsecos. A neuromorfologia do tecido nervoso depende de genes e outros fatores, como campos elétricos, ondas iônicas e gravidade. As células em desenvolvimento, adicionalmente, impõem restrições geométricas e físicas umas sobre as outras. Essas interações afetam a forma neural e a sinaptogênese. As medidas morfológicas e as aplicações de imagem são importantes para uma maior compreensão do processo de desenvolvimento.

## Subcampos

### Morfologia geral

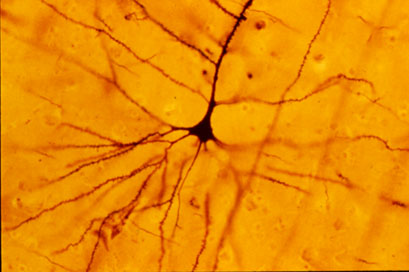
Uma célula piramidal neocortical humana que foi manchada usando o método de Golgi. A célula é nomeada após o seu característico soma de forma triangular.

Uma vez que existe uma ampla gama de funções realizadas por diferentes tipos de neurônios em diversas partes do sistema nervoso, há uma grande variedade de tamanho, forma e propriedades eletroquímicas dos neurônios. Os neurônios podem ser encontrados em diferentes formas e tamanhos e podem ser classificados com base na sua morfologia. O cientista italiano Camillo Golgi agrupou neurônios em células tipo I e tipo II. Os neurônios de Golgi I têm axônios longos que podem mover sinais em longas distâncias, como nas células de Purkinje, enquanto que os neurônios de Golgi II geralmente têm axônios mais curtos, como células de grânulos, ou são anoxônicos.
Os neurônios podem ser caracterizados morfologicamente como unipolar, bipolar ou multipolar. As células unipolares e pseudounipolares possuem apenas um processo que se estende do corpo celular. As células bipolares têm dois processos que se estendem a partir do corpo celular e as células multipolar têm três ou mais processos que se estendem para o corpo celular e para longe dele.

### Neuromorfologia teórica
A neuromorfologia teórica é um ramo da neuromorfologia focada na descrição matemática da forma, estrutura e conectividade do sistema nervoso.

### Neuromorfologia gravitacional
A neuromorfologia gravitacional estuda os efeitos da gravidade alterada na arquitetura dos sistemas nervoso central, periférico e autônomo. Este subcampo visa expandir a compreensão atual das capacidades adaptativas dos sistemas nervosos e examina especificamente como os efeitos ambientais podem alterar a estrutura e a função do sistema nervoso. Neste caso, as manipulações ambientais geralmente incluem a exposição de neurônios à hipergravidade ou microgravidade. É um subconjunto da biologia gravitacional.

## Métodos e técnicas de pesquisa
Uma variedade de técnicas foram usadas para estudar neuromorfologia, incluindo microscopia confocal, estereologia baseada em design, rastreamento neuronal e reconstrução de neurônios. As inovações atuais e a pesquisa futura incluem microscopia virtual, estereologia automatizada, mapeamento cortical, rastreamento automatizado de neurônios guiados por mapas, técnicas de microondas e análise de rede. Das técnicas atualmente utilizadas para estudar neuromorfologia, a estereologia baseada em design e a microscopia confocal são os dois métodos mais preferidos. Também existe um banco de dados completo de morfologia neuronal chamado Banco de Dados NeuroMorpho.

### Estereologia baseada em design
A estereologia baseada em design é um dos métodos mais proeminentes para extrapolar matematicamente uma forma tridimensional a partir de uma determinada forma 2-D. Atualmente, é a técnica líder em pesquisa biomédica para analisar estruturas tridimensionais. A estereologia baseada em design é uma técnica de estereologia mais nova que examina a morfologia predefinida e projetada. Esta técnica contrasta com o método mais antigo, a estereologia baseada em modelos, que utilizou modelos previamente determinados como um guia. A estereologia baseada em design mais atual permite aos pesquisadores pesquisar a morfologia dos neurônios sem ter que fazer suposições sobre seu tamanho, forma, orientação ou distribuição. A estereologia baseada em design também proporciona aos pesquisadores mais liberdade e flexibilidade, uma vez que a estereologia baseada em modelo só é efetiva se os modelos forem verdadeiramente representativos do objeto em estudo, enquanto que a estereologia baseada em design não é restringida dessa maneira.

### Microscopia confocal

Diagrama de como funciona a microscopia confocal.

A microscopia confocal é o procedimento microscópico de escolha para examinar as estruturas dos neurônios, pois produz imagens nítidas com resolução melhorada e redução da relação sinal-ruído. A forma específica com que esta microscopia funciona permite observar um plano confocal ao mesmo tempo, o que é ótimo ao visualizar estruturas neuronais. Outras formas mais convencionais de microscopia simplesmente não permitem visualizar todas as estruturas neuronais, especialmente aquelas que são subcelulares. Recentemente, alguns pesquisadores realmente estão combinando estereologia baseada em design e microscopia confocal para promover suas investigações sobre as estruturas celulares neuronais específicas.

### Mapeamento cortical
O mapeamento cortical é definido como o processo de caracterização de regiões específicas no cérebro com base em características anatômicas ou funcionais. Os atlas cerebrais atuais não são definitivos ou homogêneos o suficiente para retratar detalhes estruturais específicos. No entanto, avanços recentes em imagens funcionais do cérebro e análises estatísticas podem ser suficientes no futuro. Um desenvolvimento recente neste campo chamado Método do Índice de Nível de Cinza (GLI) permite uma identificação mais objetiva de regiões corticais através de algoritmos. O GLI é um método padronizado que permite aos pesquisadores determinar a densidade do neurônio. É especificamente definido como a proporção de área coberta por elementos manchados de Nissl para área coberta por elementos não corados. Técnicas de mapeamento cortical mais sofisticadas ainda estão em processo de desenvolvimento e este campo provavelmente verá um crescimento exponencial nos métodos de mapeamento em um futuro próximo.

## Aplicações clínicas
A Neuromorfologia tem sido utilizada como um novo método para explorar a causa subjacente de muitos distúrbios neurológicos e foi incluída no estudo clínico de várias doenças neurodegenerativas, transtornos mentais, dificuldades de aprendizagem e disfunções por danos cerebrais. Os pesquisadores têm usado técnicas neuromorfológicas para não apenas estudar o dano, mas também formas de regenerar o nervo de dano através de formas como a estimulação do crescimento axônico. A neuromorfologia tem sido utilizada para estudar o dano do nervo óptico, especificamente olhando lesões e atrofias. Os pesquisadores também examinaram e identificaram a neuromorfologia do pénis humano para entender melhor o papel que o sistema nervoso simpático desempenha na realização de uma ereção.

## Pesquisa atual e futura

### Neuromorfologia computacional
A neuromorofologia computacional examina os neurônios e suas subestruturas, cortando-os em fatias e estudando essas diferentes subseções. Ele também descreve o espaço neuromorfológico como espaço 3-D. Isso permite aos pesquisadores entender o tamanho de componentes neuronais específicos. Além disso, a imagem em 3-D ajuda os pesquisadores a compreender como o neurônio transmite a informação em si.

### Microscopia virtual
A microscopia virtual permitiria que os pesquisadores obtivessem imagens com uma diminuição da quantidade de sessões de imagem, preservando a integridade do tecido e diminuindo a possibilidade de os corantes fluorescentes desaparecerem durante a imagem. Esse método também proporcionaria habilidades aos pesquisadores para visualizar dados atualmente impossíveis de serem obtidos, como tipos de células raras e alocação espacial de células em uma região específica do cérebro. A microscopia virtual permitiria essencialmente a digitalização de todas as imagens obtidas, impedindo assim a deterioração dos dados. Essa digitalização também poderia potencialmente permitir que pesquisadores criassem um banco de dados para compartilhar e armazenar seus dados.